# 諾曼第大區快速運輸

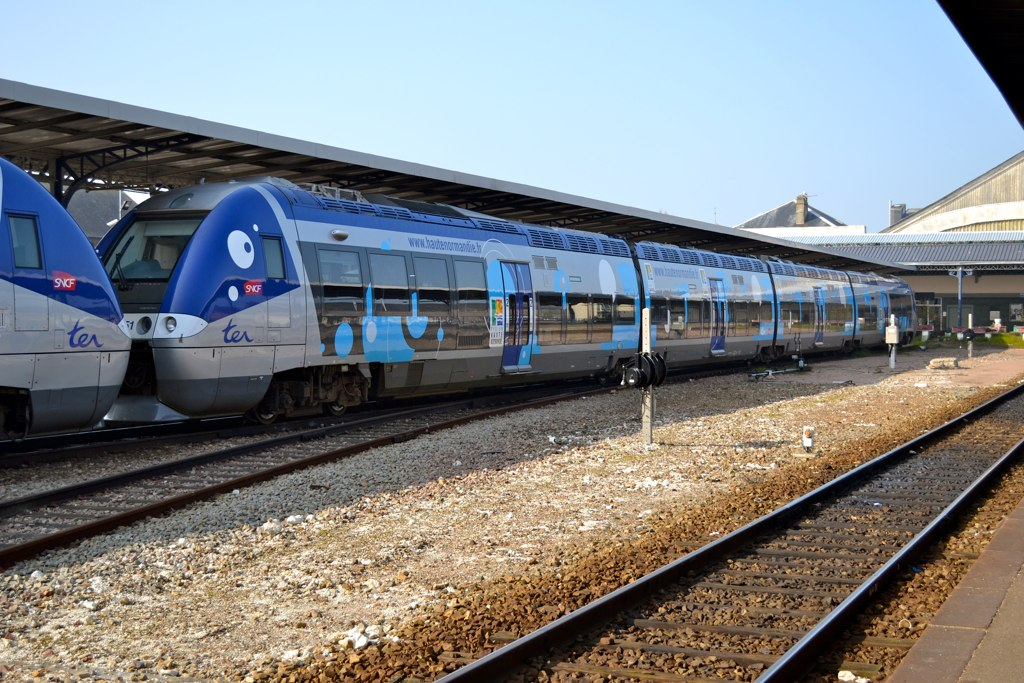

诺曼底大区公共交通（法語：Transport Express Régional - Normandie）是法国的一个区域性公共交通系统，服务于法国西北部的诺曼底大区并因此而得名。

## 历史
诺曼底大区公共交通成立于2017年，其前身为上诺曼底大区公共交通（法語：TER Haute-Normandie）和下诺曼底大区公共交通（法語：TER Basse-Normandie），两个大区于2016年正式合并。

## 线路
截止2019年1月底，诺曼底大区公共交通共有28条线路。